# Талайшвайлер-Фрёшен

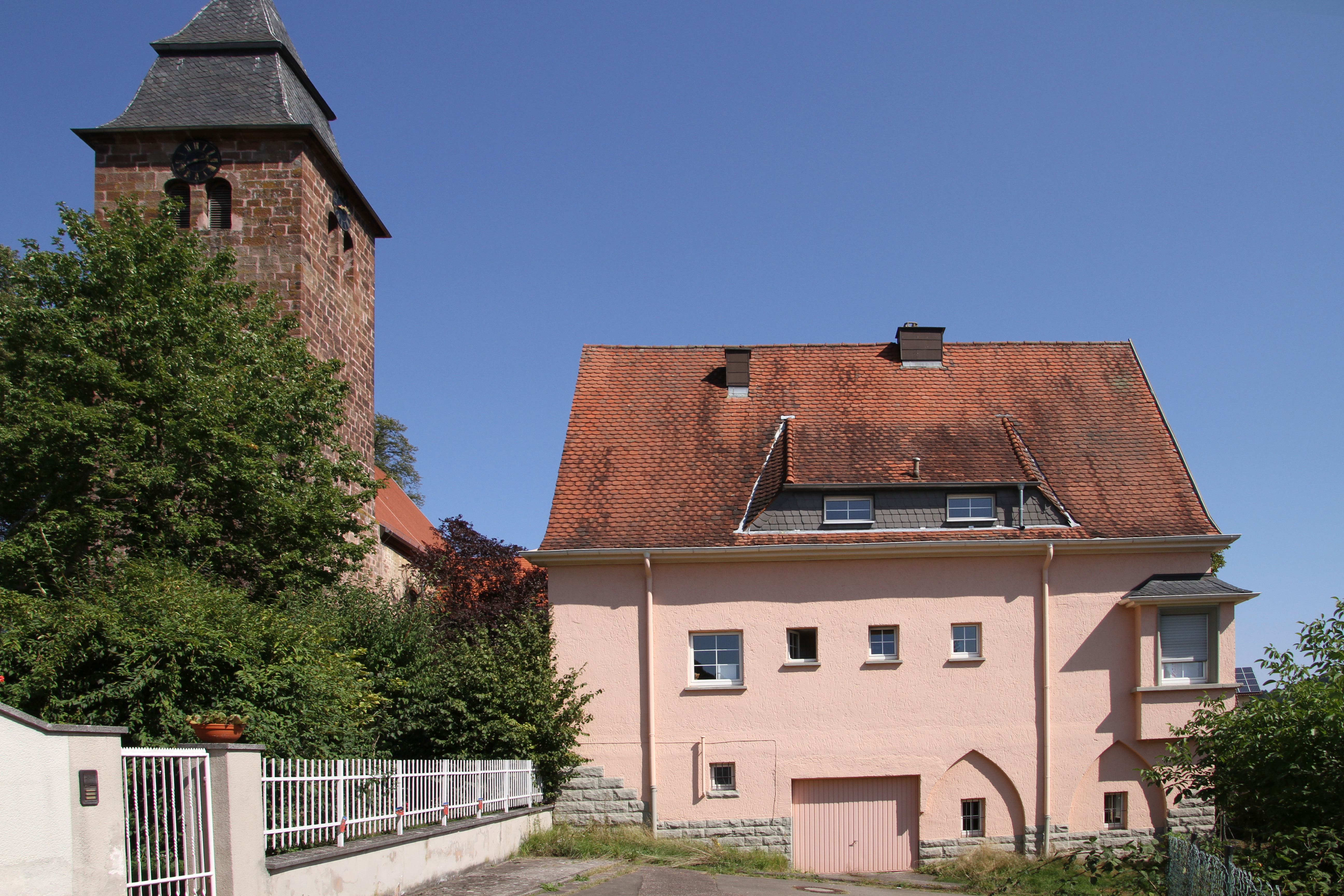

Талайшвайлер-Фрёшен (нем. Thaleischweiler-Fröschen) — коммуна в Германии, в земле Рейнланд-Пфальц. 
Входит в состав района Юго-западный Пфальц. Подчиняется управлению Талайшвайлер-Фрёшен.  Население составляет 3433 человека (на 31 декабря 2010 года). Занимает площадь 12,27 км².